# William Pfister
Pour les articles homonymes, voir Pfister.
William Pfister, né le 5 janvier 1995, est un joueur professionnel français de basket-ball. Il mesure 2,05 m.

## Biographie
À la fin de la saison 2019-2020 passée au Caen Basket Calvados (NM1), William Pfister fait valoir sa clause lui permettant de quitter Caen en cas de non-montée en Pro B. Il signe au Saint-Quentin Basket-Ball en Pro B pour la saison 2020-2021.

Le 4 juin 2022,  William Pfister signe pour une 3e saison avec Saint-Quentin Basket-Ball .
Promu en première division et capitaine de l'équipe, il réalise son premier double-double dans ce championnat le 14 octobre 2023 contre le BCM Gravelines lors de la victoire son équipe. 
En juin 2025, il signe à la SIG Strasbourg pour 3 saisons. Le natif de Strasbourg retrouve ainsi sa ville d'origine : "C’est sincèrement une immense joie de revenir ici. C’est une fierté pour moi de venir jouer à Strasbourg pour ce grand club. Je suis aussi très heureux de revenir dans ma région, retrouver ma famille, mes amis, j’ai hâte de reposer mes valises ici " a confié le néo-strasbourgeois lors de sa signature. 

## Clubs

- 2014-2015 :  Northwest Florida State College (NJCAA)

- 2015-2016 :  Northwest Florida State College (NJCAA)

- 2016-2017 :  Owls de Florida Atlantic (NCAA)
- 2017-2018 :  Owls de Florida Atlantic (NCAA)
- 2018-2019 :  Get Vosges (NM1)
- 2019-2020 :  Caen Basket Calvados (NM1)
- 2020-2023 :  Saint-Quentin Basket-Ball (Pro B)
- 2023-2024 :  Saint-Quentin Basket-Ball (Betclic Élite)

## Palmarès
- Champion de Pro B saison  2022-2023 avec Saint-Quentin Basket-Ball
- Champion de NJCAA saison 2014-2015 avec Northwest_Florida_State_College (en)